# جاك بي غريني
جاك بي غريني (بالإنجليزية: Jack P. Greene)‏ هو مؤرخ أمريكي، ولد في 12 أغسطس 1931 في لافاييت في الولايات المتحدة.